# 유럽 고속도로 016호선
유럽 고속도로 016호선(European route E016)은 카자흐스탄의 자파드노에와 아스타나을 잇는 B-클래스급 간선도로로, 총 연장은 약 490 km이다.

## 경로
- 카자흐스탄
  - 자파드노에
  - 아스타나